# Matching Mole
Matching Mole — британская группа кентерберийской сцены, сформированная в 1971 году Робертом Уайеттом после его ухода из Soft Machine и выпуска первого сольного альбома End of an Ear.
Название группы представляет собой игру слов — если перевести на французский язык название группы Soft Machine, то получится Machine Molle, что по-английски звучит как Matching Mole.

## История
В состав Matching Mole вошли известные музыканты из ведущих групп Кентербери — сам Уайетт (вокал, барабаны), Девид Синклер (из Caravan, клавишные), Фил Миллер (гитара) и Билл МкКормик (из Quiet Sun, бас-гитара).
Ожидалось, что группа позволит проявить Уайетту свои выдающиеся вокальные и композиторские способности. Но Уайетт хотел сделать из Matching Mole не сольный проект, а полноценную группу. В итоге в музыке господствовал чисто инструментальный подход, а голос играл второстепенную роль. Matching Mole играл великолепные длинные инструментальные джемы в стиле Soft Machine раннего периода.
Первый альбом Matching Mole (1972) составлен из джемов группы и сольных композиций Уайетта, наиболее известная из которых «O Caroline». На втором альбоме Little Red Record (1972), продюсером которого был Роберт Фрипп, Синклер был заменен Девидом МакРеем (из Nucleus). Этот альбом состоит из треков, написанных главным образом другими членами группы (Миллером, МкРеем и МакКормиком), а Уайетт написал только тексты песен. Творчество Matching Mole на обоих альбомах соединяло личную тематику с гражданской, став редкими образцами агитпроповской музыки, которая при этом способна тронуть за душу.
В конце 1972 года Matching Mole распался, когда Синклер и Миллер ушли в создававшуюся группу Hatfield and the North.
Обновленный состав Matching Mole собирался записывать третий альбом, но этого не произошло, так как Уайетт случайно упал из окна третьего этажа, после чего остался парализованным ниже пояса. Однако уже в 1974 году Уайетт вновь приступил к работе, выпустив очень успешный сольный альбом Rock Bottom, в записи которого принимали участие Ник Мэйсон из Pink Floyd, Майк Олдфилд и гитарист группы Henry Cow Фред Фрит. Свой последний на данный момент сольный альбом Уайетт выпустил в 2007 году.

## Дискография

### Студийные альбомы
- Matching Mole (1972)
- Matching Mole’s Little Red Record (1972)

### Сборники
- Smoke Signals (2001)
- March (2002)